# 滨江大道

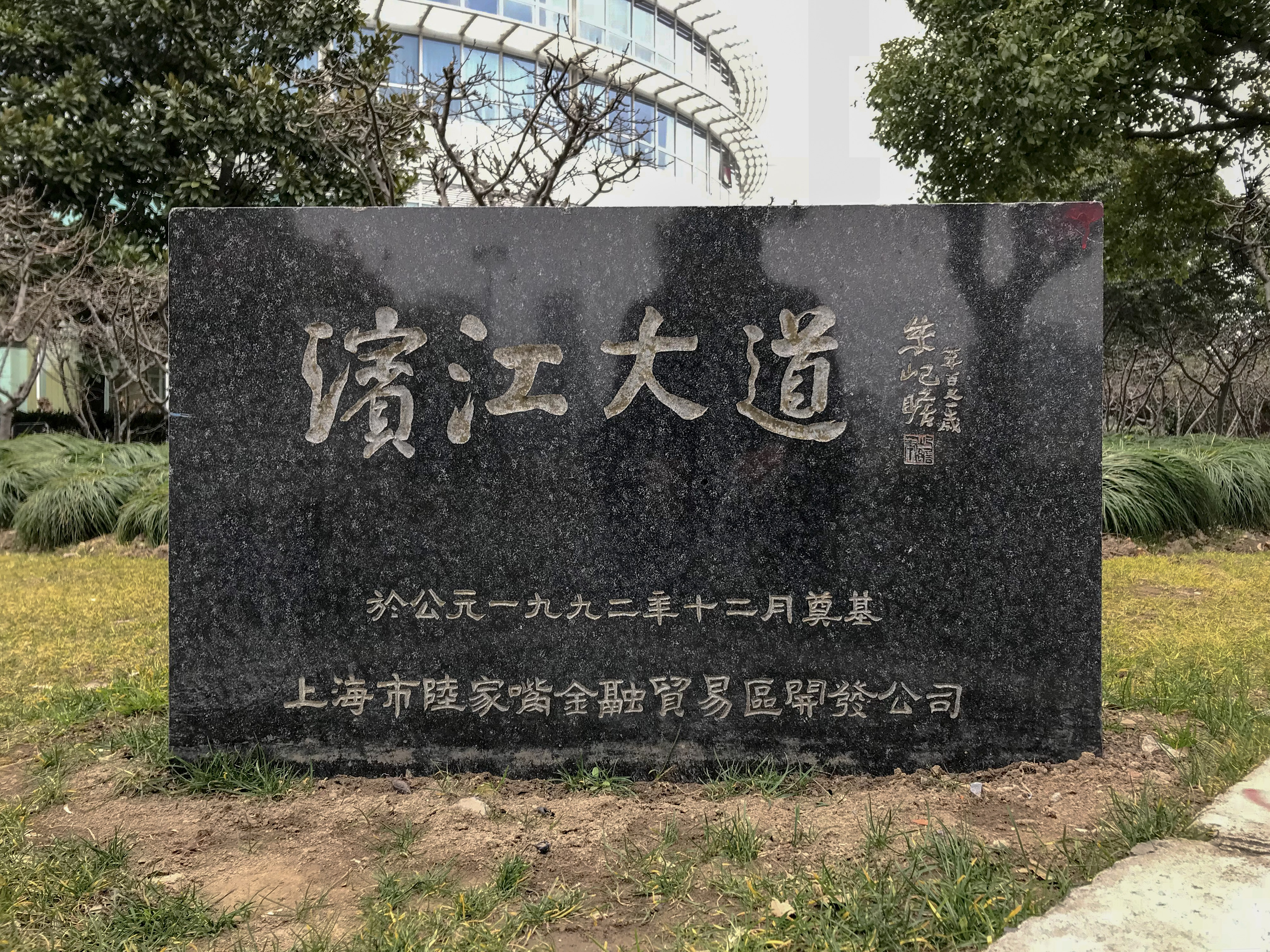
滨江大道奠基石

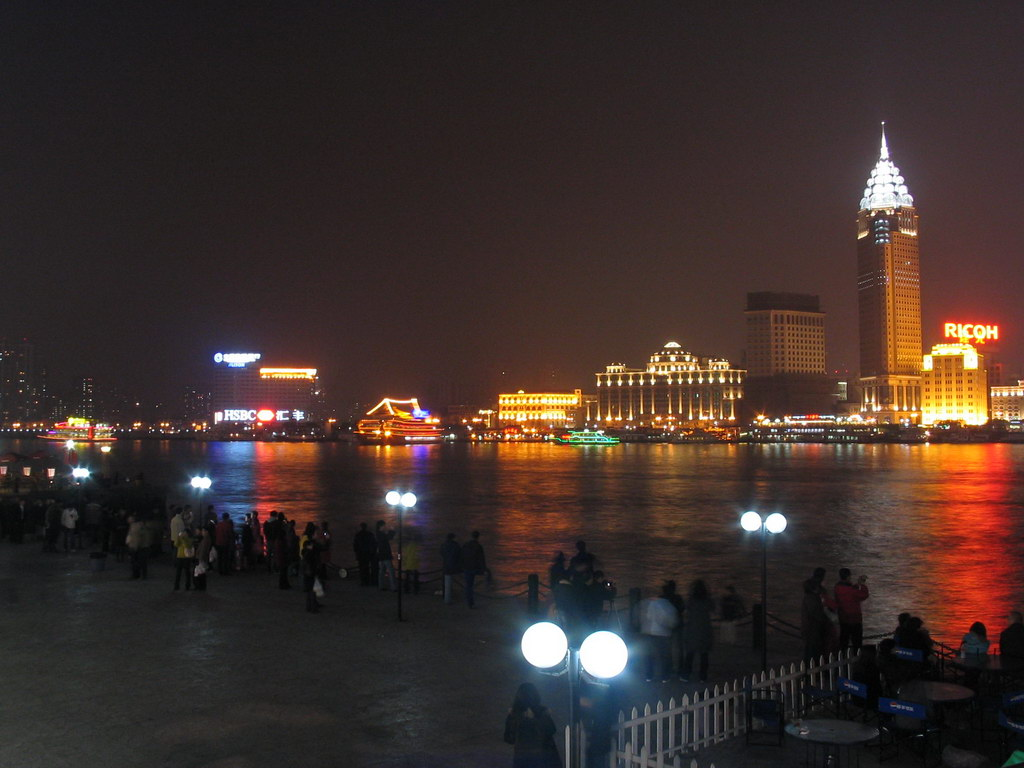
滨江大道夜景，黄浦江对岸为外滩

濱江大道位於上海市黃浦江畔，南起东昌路码头，北至泰同栈码头，全長2500米。可以眺望對岸的外滩的历史建築群及浦西景色。濱江大道原先是立新船厂、上海烟草机械厂、中华造纸厂、上棉十厂、联合毛纺厂、制衣厂、粮库等15家企業的碼頭和泊位。1996年开始改造，1997年7月1日濱江大道建成。滨江大道是集防汛墙体、江边大道、亲水平台、音乐喷泉、游艇码头等为一体的一处休闲旅游点。其内同时也设有多处餐厅及咖啡馆和一个世纪和平大钟。
濱江大道周圍有濱江公園，共分三段，南段自富都广场至原陆家嘴轮渡站；中段自原陆家嘴路轮渡站口至丰和路；北段自丰和路至原浦东公园。

## 交通
- 轨道交通:地铁2号线陆家嘴站
- 地面公交81、82、85、314、583、774、795、798、799、870、961、971、985、992、993、996、陆家嘴旅游环线、陆家嘴金融城1路、蔡陆专线

## 鄰近
- 東方明珠電視塔
- 上海國際會議中心
- 外灘觀光隧道
- 上海大自然野生昆虫馆
- 上海海洋水族馆
- 上海浦东香格里拉大酒店
- 震旦国际大楼
- 花旗集团大厦